# Saint-Thomé
Saint-Thomé är en kommun i departementet Ardèche i regionen Auvergne-Rhône-Alpes i sydöstra Frankrike. Kommunen ligger  i kantonen Viviers som ligger i arrondissementet Privas. År 2022 hade Saint-Thomé 475 invånare.

## Befolkningsutveckling
Antalet invånare i kommunen Saint-Thomé
Referens: INSEE

## Galleri

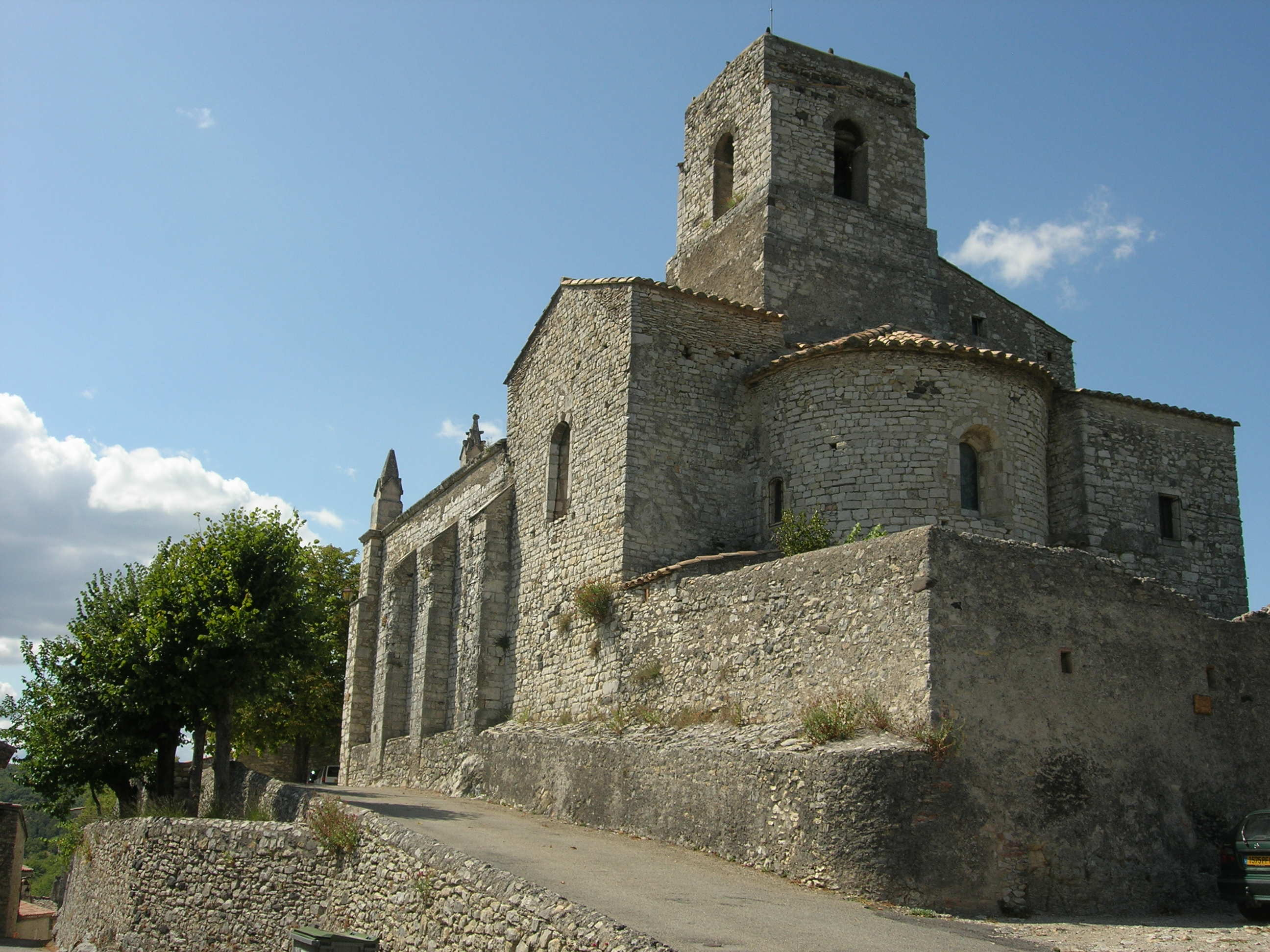
Kyrkan Saint-Thomé